# Arena Lviv
 (avril 2025).
Si vous disposez d'ouvrages ou d'articles de référence ou si vous connaissez des sites web de qualité traitant du thème abordé ici, merci de compléter l'article en donnant les références utiles à sa vérifiabilité et en les liant à la section « Notes et références ».
Le Arena Lviv (en ukrainien : Арена Львів) est un stade de football situé à Lviv en Ukraine. Il peut accueillir 34 915 personnes et fut l'un des huit stades accueillant le Championnat d'Europe 2012.
Il accueille également les matchs du FK Lviv, club local ainsi que certains matchs de coupe d'Europe du Chakhtior Donetsk à la suite du conflit russo-ukrainien qui sévit dans la ville de Donetsk.

## Histoire
Pour l'organisation du Championnat d'Europe de football 2012, la ville de Lviv a décidé de construire un nouveau stade. Il est inauguré le 29 octobre 2011
En raison des conflits dans la ville de Donesk à l'est du pays, le club de football du Shakhtar Donetsk joue la plupart de ses matches (notamment en Ligue des Champions) dans ce stade.

## Évènements
- Championnat d'Europe de football 2012

## Galerie

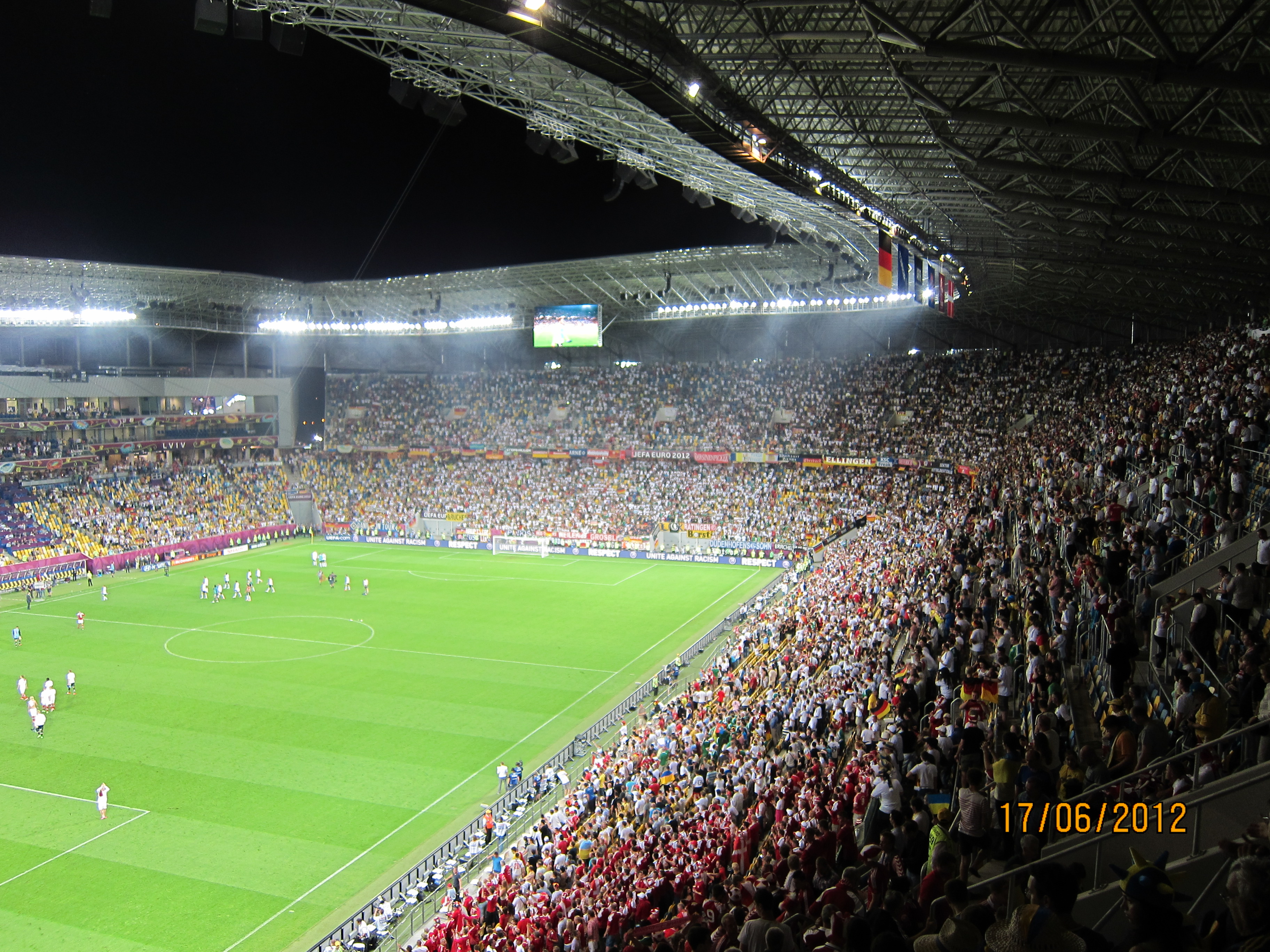
Plan du stade
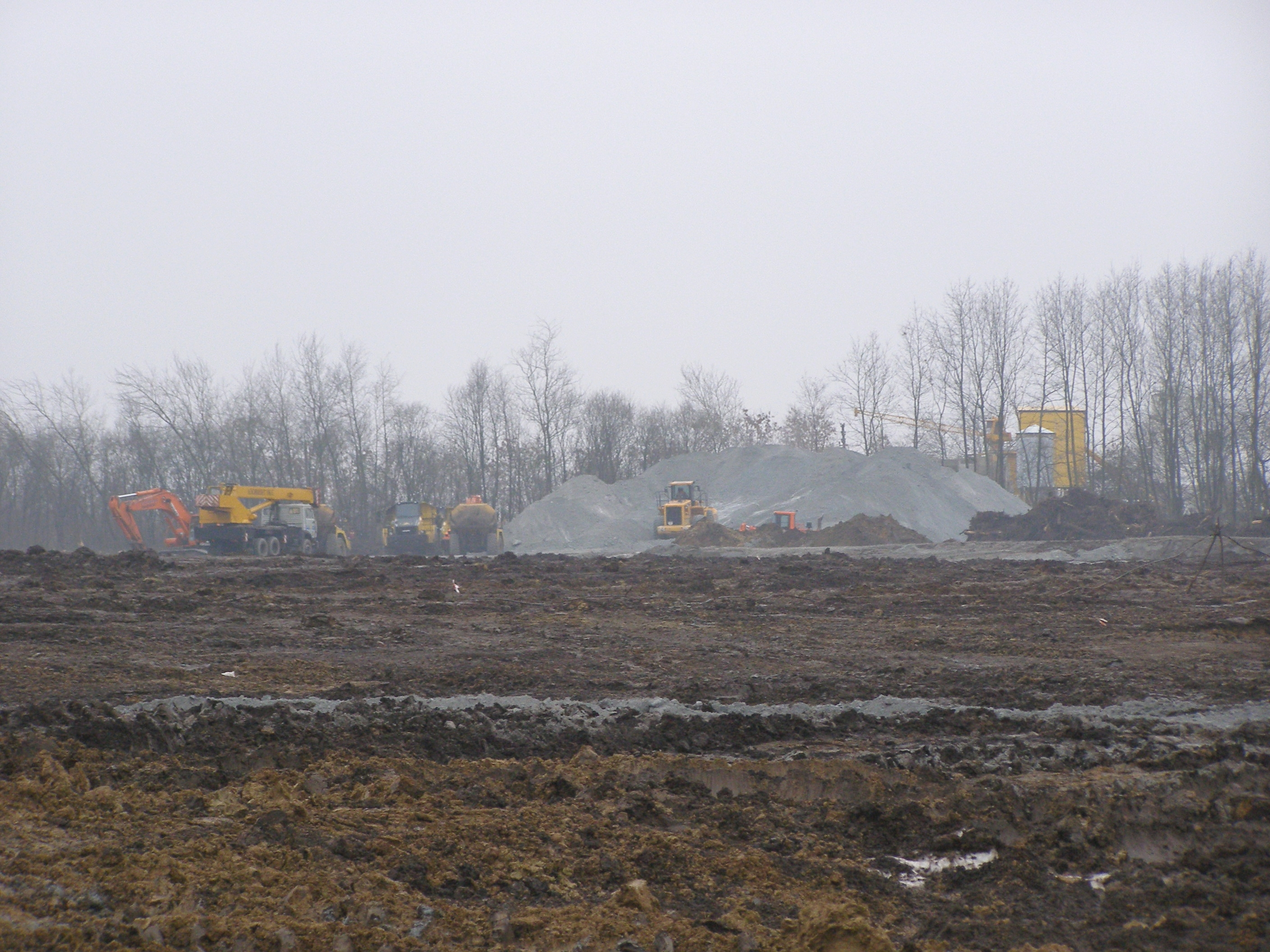
Le stade en chantier (janvier 2009)
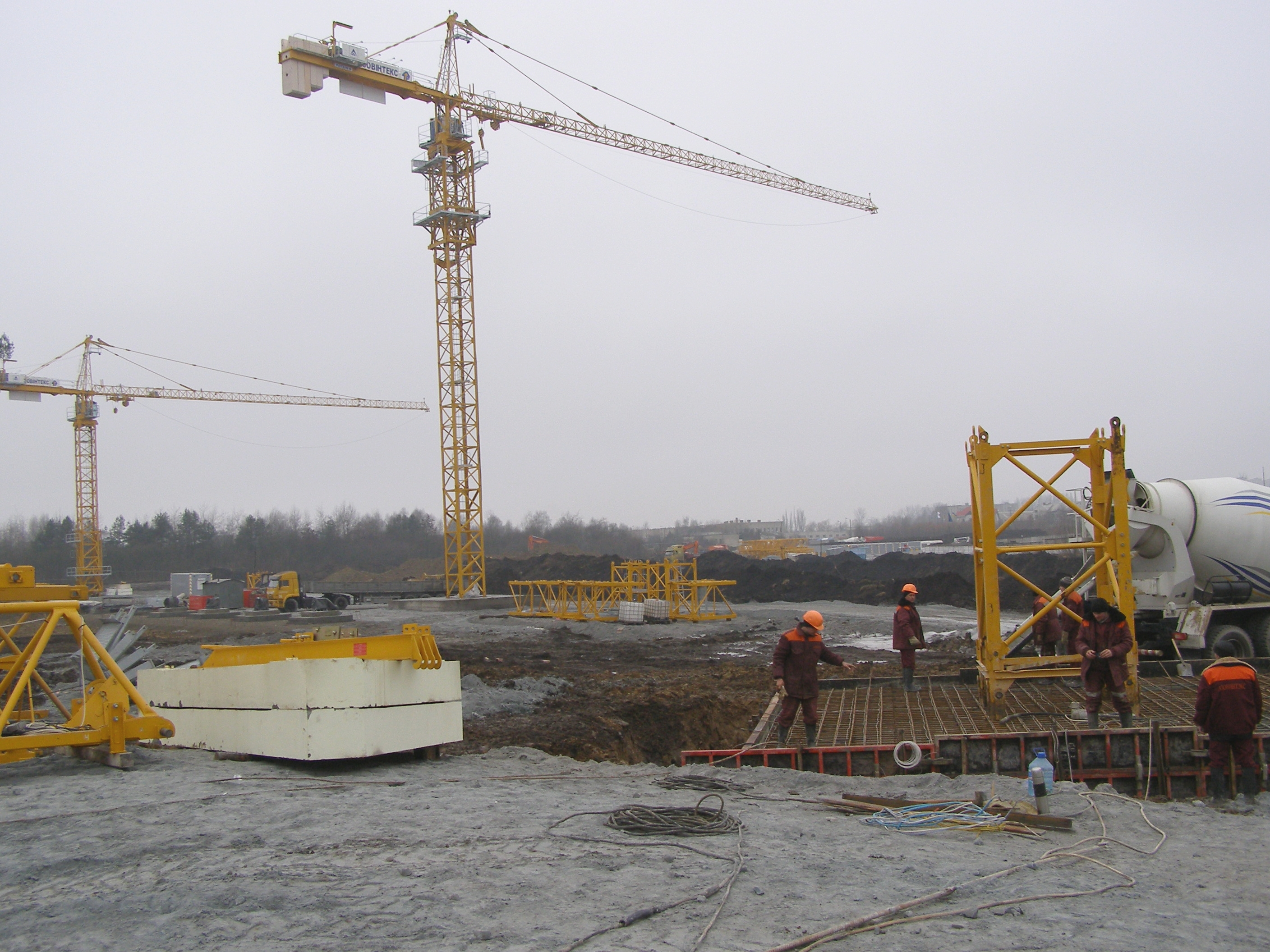
janvier 2009
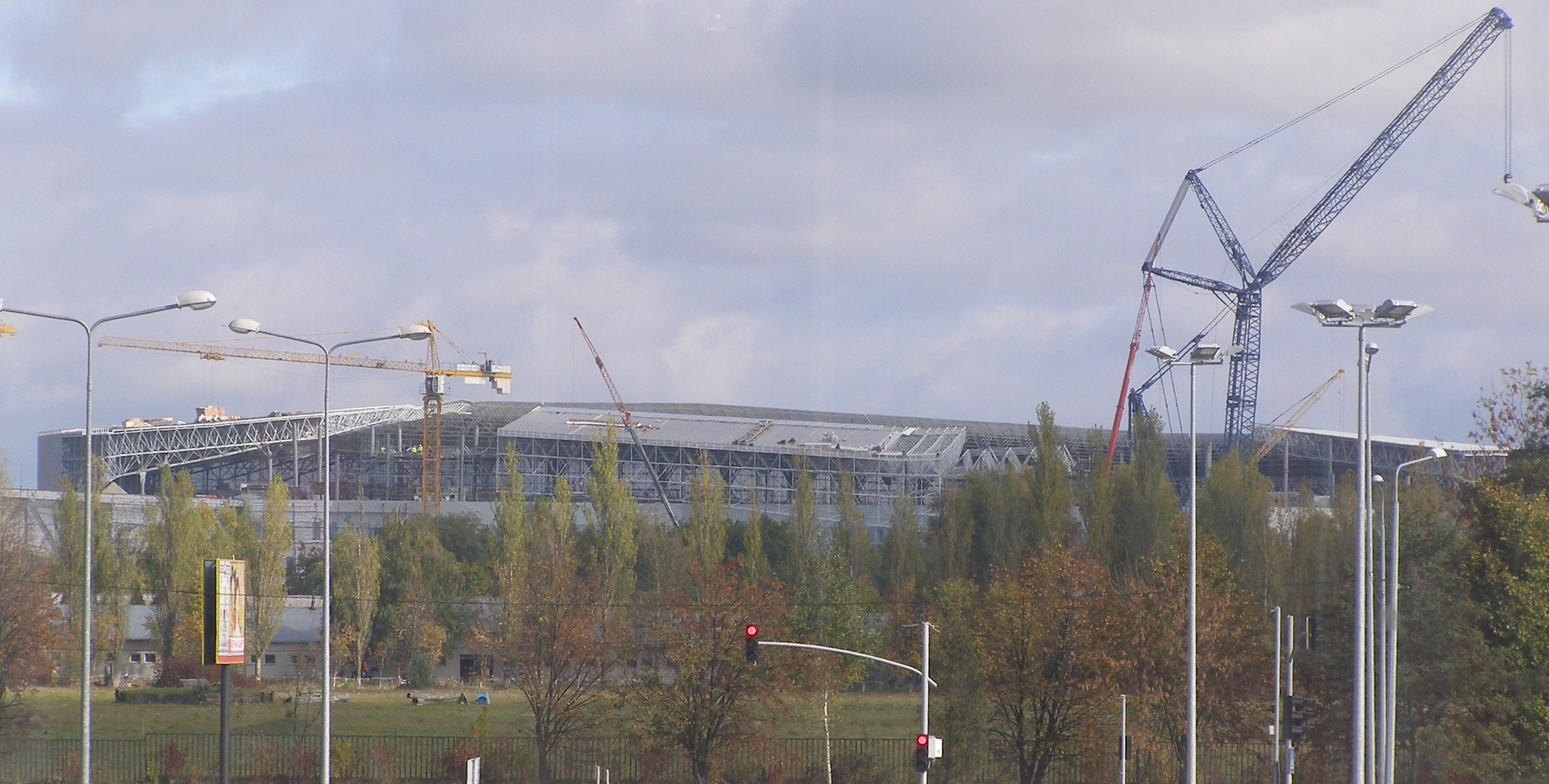
octobre 2011